# Pintores de Skagen

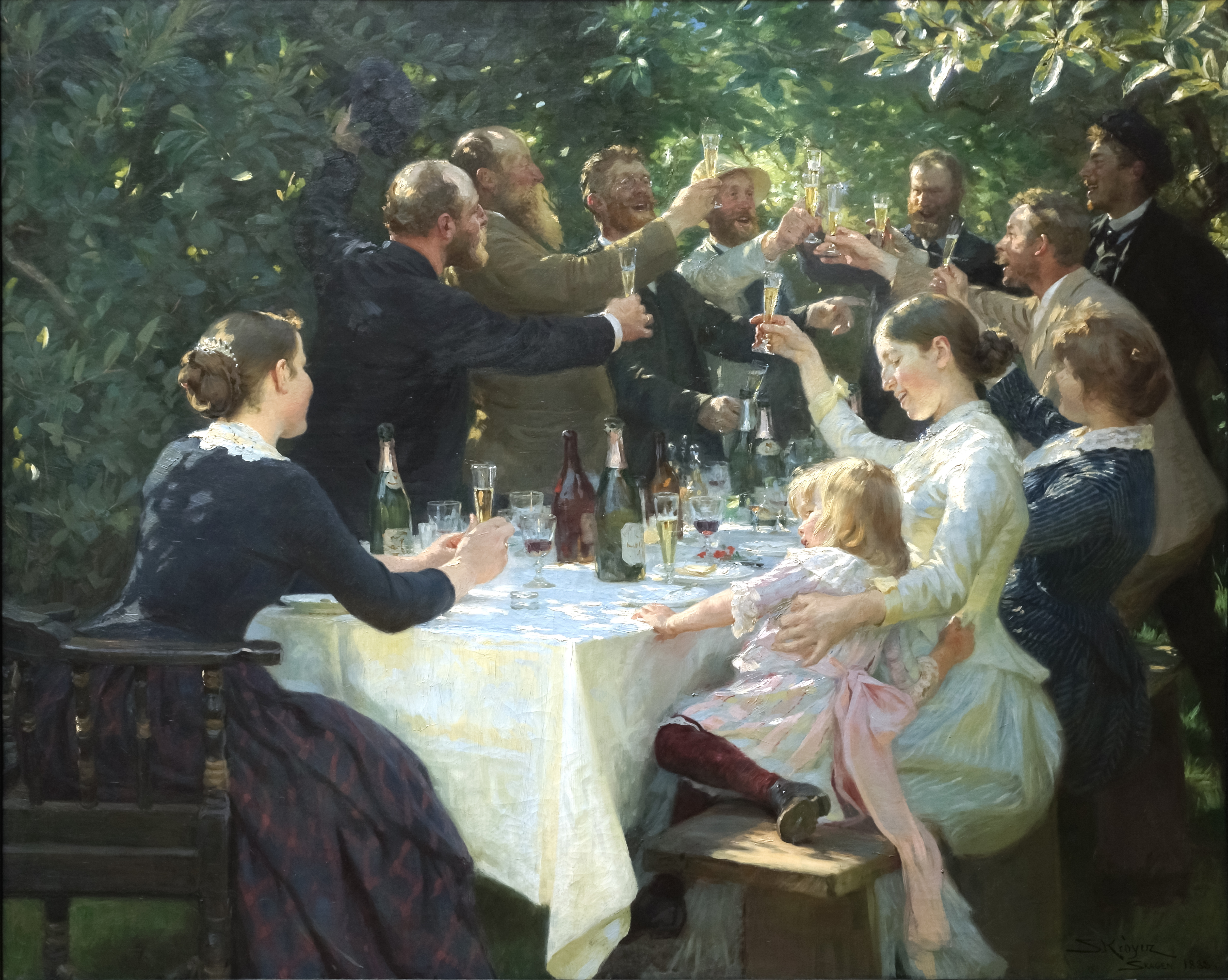
Hip hip hurra! Festa de artistas em Skagen em 1888. Pintura de Peder Severin Krøyer. Da esquerda para a direita: Martha Johansen, Viggo Johansen, Christian Krohg, P.S. Krøyer, Degn Brøndum (irmão de Anna Ancher), Michael Ancher, Oscar Björck, Thorvald Niss, Helene Christensen, Anna Ancher e Helga Ancher. Museu de Arte de Gotemburgo.

Os pintores de Skagen foram uma colónia de artistas escandinavos estabelecida na localidade de Skagen, no norte da Dinamarca, nas décadas de 1880 e 1890.
A escola de pintura de Skagen conhece-se nos manuais de história da arte principalmente pelas obras de exterior onde destaca o uso de intensos contrastes de luz. Seguiram o modelo realista e naturalista da escola francesa de Barbizon, e mostraram certa aproximação ao impressionismo.
Os membros da confraria juntavam-se principalmente nos meses de Verão. Entre os principais expoentes estavam os dinamarqueses Peder Severin Krøyer, Michael Ancher e Anna Ancher, os noruegueses Christian Krohg e Oda Krohg e os suecos Oscar Björck, Carl Peter Lehmann e Johan Krouthén.
Os artistas estabeleceram-se em 1908 num hotel da família de Anna Ancher. O hotel converteu-se posteriormente em Museu de Skagen. Em 1928, a colecção de pinturas mudou para novas instalações.

## Galeria

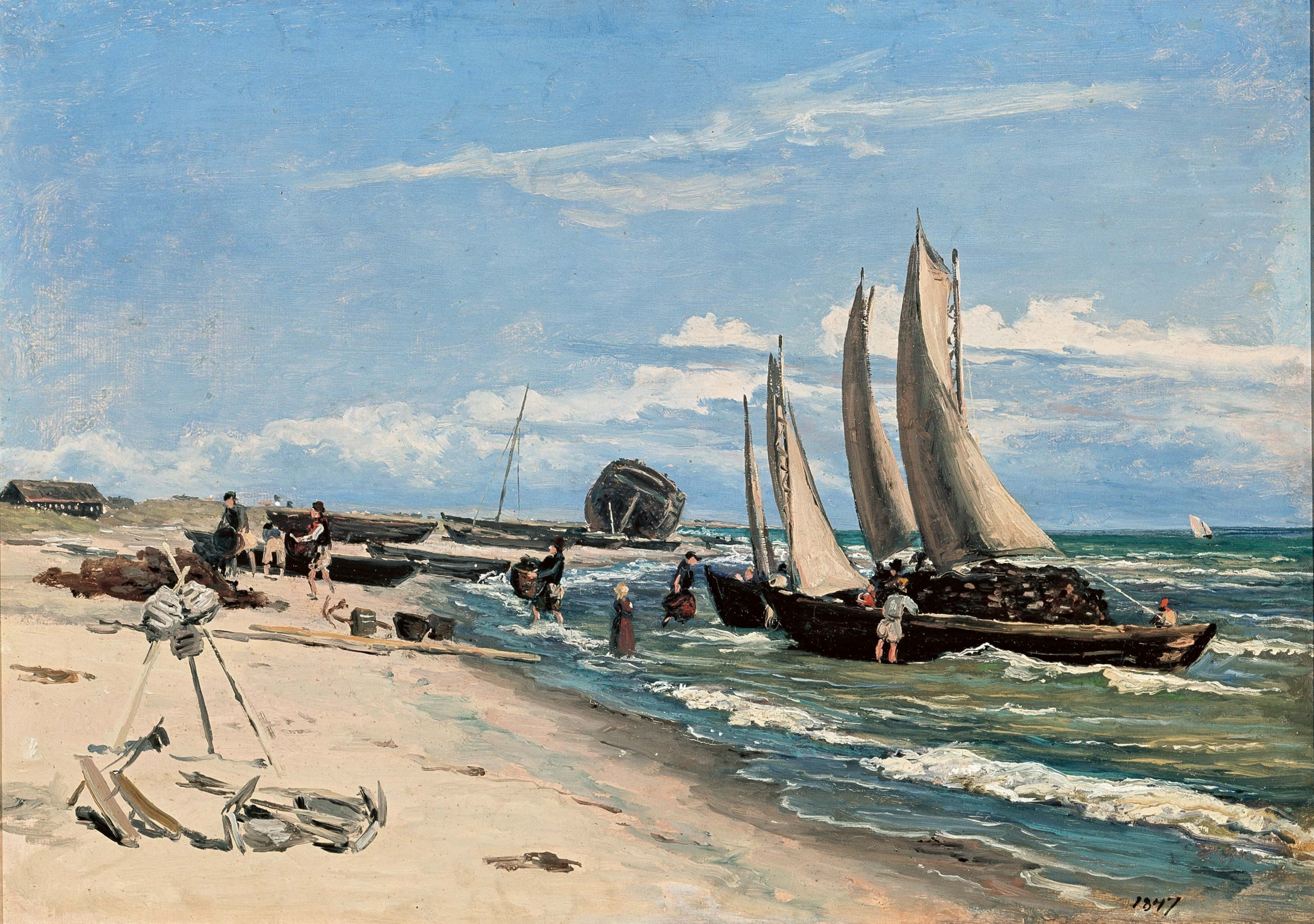
A praia de Skagen Vesterby
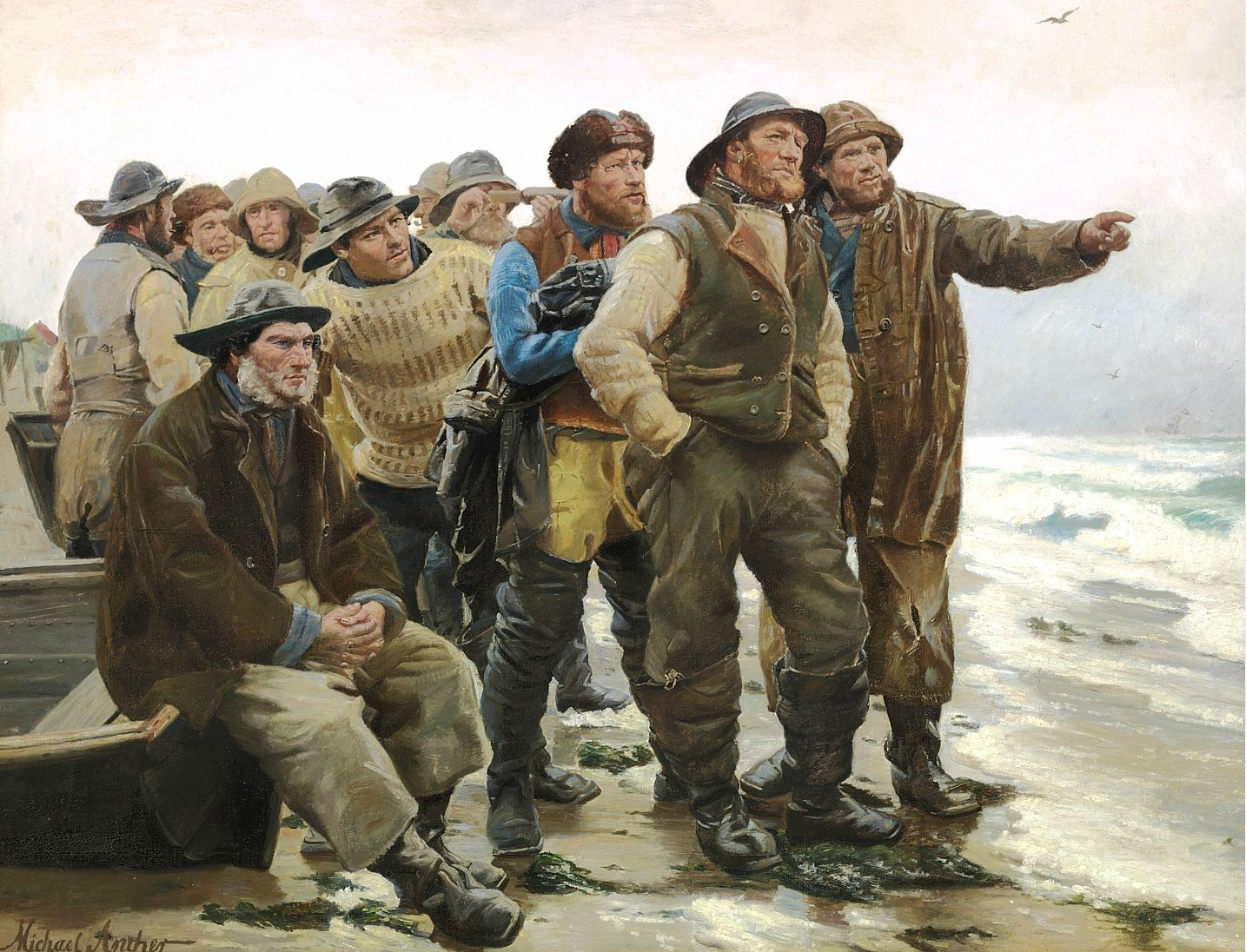
Homens do mar
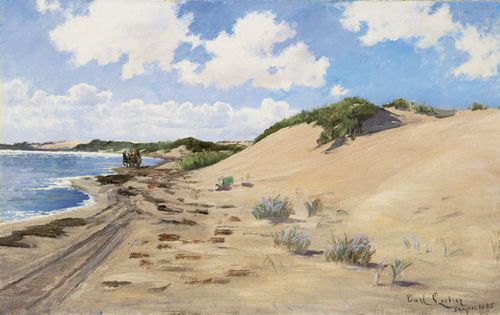
O apóstolo
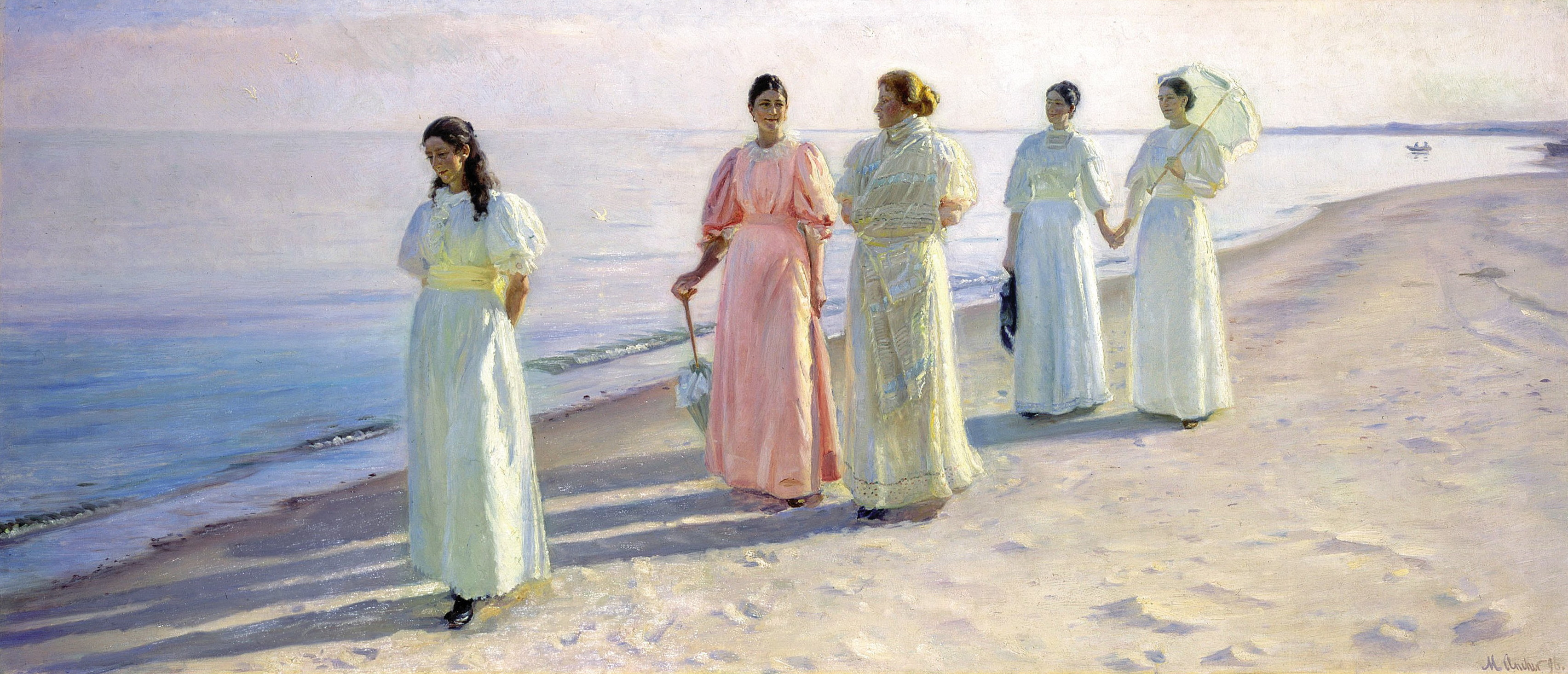
Passeio na praia